# Convenzione di Vienna sulle relazioni diplomatiche
La Convenzione di Vienna sulle relazioni diplomatiche, conclusa il 18 aprile 1961, raggruppa tutte le convenzioni e le norme del diritto internazionale che disciplinano i rapporti fra Stati e i diritti e le prerogative di cui godono gli Ambasciatori e gli altri funzionari diplomatici.
È basata su un progetto della commissione del diritto internazionale. Gli unici Stati membri ONU a non averla firmata sono: Palau, le Isole Salomone e il Sudan del Sud.